# 酒井義雄
酒井 義雄（さかい よしお、1910年〈明治43年〉5月2日 - 没年不明）は、日本のフィールドホッケー選手である。東京都出身。
明治大学に在学中の1932年ロサンゼルスオリンピックで主将を務め銀メダルを獲得。
1936年ベルリンオリンピックにも出場した。